# 入江英義
入江 英義（いりえ ふさよし、1928年1月1日 - ）は、日本の元俳優。大阪府出身。旧芸名は入江 正夫（いりえ まさお）。劇団近代座、渡辺アーチストに所属していた。
2010年代初頭から映像コンテンツ権利処理機構に連絡のとれない権利者として掲載されている。

## 出演作品

### テレビドラマ
- NHK大河ドラマ（NHK）
  - 峠の群像（1982年） - 商人
  - 徳川家康（1983年） - 医師
  - 山河燃ゆ（1984年） - 高橋是清、嶋田繁太郎
  - 春の波涛(1985年） - 客
  - 独眼竜政宗（1987年） - 医師
  - 八代将軍吉宗（1995年）
- 弥次喜多隠密道中（1972年）
- おらんだ左近事件帖 第25話「江戸城罷り通る」（1972年、CX / 東宝）
- 荒野の用心棒 第4話「黒い野望を砂丘に埋めて……」（1973年、NET / 三船プロダクション）
- 白い滑走路（1974年、TBS）
- 夜明けの刑事（1975年、TBS / 大映テレビ）
  - 第16話「ふるさとの学校の先生」
  - 第32話「学校の先生の秘密!!」
- 太陽にほえろ! 第205話「ジョーズ探偵の悲しい事件簿」（1976年、NTV / 東宝）
- 新・二人の事件簿 暁に駆ける 第28話「足長おじさんは殺人者」（1977年、NET / 大映テレビ）
- 日本の戦後 第8集「審判の日 極東国際軍事裁判」（1977年、NHK）
- 江戸川乱歩の美女シリーズ 第2作「浴室の美女」（1978年、テレビ朝日 / 松竹）
- ふしぎ犬トントン 第7話「ドタバタ楽団大さわぎ」（1978年、CX / 国際放映）
- 風神の門 第11話「家康狙撃」（1980年、NHK） - 徳川家康
- 噂の刑事トミーとマツ 第60話「ナヌ!ドラマの犯人が 本物だァ?」（1981年、TBS / 大映テレビ）
- 松本清張の溺れ谷（1983年、テレビ朝日 / 松竹）
- 探偵・神津恭介の殺人推理 第1作「高木彬光の刺青殺人事件」（1983年、テレビ朝日 / 松竹）
- 銀河テレビ小説（NHK）
  - 花丸銀平（1984年）
  - 思い出トランプ（1984年）
- 黒革の手帖（1984年）
- 流れ星佐吉 第9話「大揺れの女心」(1984年、CX / 関西テレビ）
- 澪つくし（みずえの父）
- 真田太平記（1985年、NHK） - 粟屋の主人
- 銭形平次 第3話「人情、迷子札」（1987年、NTV / ユニオン映画）
- 江戸川乱歩の美女シリーズ 第5作「神戸六甲まぼろしの美女」（1989年、テレビ朝日 / 松竹）
- 松本清張スペシャル・危険な斜面（1990年、NTV） - 西嶋卓平
- 土曜ワイド劇場・千曲川旅情殺人事件（1991年、テレビ朝日 / 松竹）

### テレビアニメ
- ダメおやじ(ロクベエ)

### 映画
- 男はつらいよシリーズ
  - 男はつらいよ 浪花の恋の寅次郎(1981年)、松竹
  - 男はつらいよ 寅次郎心の旅路(1985年)、松竹
- タンポポ（1985年、東宝） - タクシーの運転手